# Gauliga Sachsen 1935/36
De Gauliga Sachsen 1935/36 was het derde voetbalkampioenschap van de Gauliga Sachsen. PSV Chemnitz werd kampioen en plaatste zich voor de eindronde om de Duitse landstitel, waar de club in de groepsfase uitgeschakeld werd. 

## Eindstand
| Plaats | Club                 | Wed. | W  | G | V  | Saldo | Ptn.  |
| ------ | -------------------- | ---- | -- | - | -- | ----- | ----- |
| 1.     | Polizei SV Chemnitz  | 18   | 14 | 1 | 3  | 65:33 | 29:70 |
| 2.     | Dresdner SC          | 18   | 10 | 5 | 3  | 38:17 | 25:11 |
| 3.     | SV Fortuna Leipzig   | 18   | 9  | 4 | 5  | 48:36 | 22:14 |
| 4.     | Guts Muts Dresden    | 18   | 8  | 4 | 6  | 42:31 | 20:16 |
| 5.     | VfB Leipzig          | 18   | 7  | 4 | 7  | 30:32 | 18:18 |
| 6.     | BC 1913 Hartha       | 18   | 7  | 3 | 8  | 40:35 | 17:19 |
| 7.     | SC Wacker Leipzig    | 18   | 7  | 2 | 9  | 31:32 | 16:20 |
| 8.     | Planitzer SC         | 18   | 7  | 1 | 10 | 5:35  | 15:21 |
| 9.     | Sportfreunde Dresden | 18   | 6  | 3 | 9  | 30:51 | 15:21 |
| 10.    | Dresdensia Dresden   | 18   | 1  | 1 | 16 | 15:72 | 03:33 |

|  | Kampioen, geplaatst voor nationale eindronde |
|  | Degradatie naar Bezirksliga                  |

## Promotie-eindronde
| Plaats | Club             | Wed. | Saldo | Ptn. |
| ------ | ---------------- | ---- | ----- | ---- |
| 1.     | Riesaer SV       | 6    | 12:10 | 9:3  |
| 2.     | TuRa 32 Leipzig  | 6    | 12:13 | 6:6  |
| 3.     | Konkordia Plauen | 6    | 13:12 | 5:7  |
| 4.     | Chemnitzer BC    | 6    | 14:16 | 4:8  |

|  | Promotie naar Gauliga Sachsen 1936/37 |